# Bart van Est
Bart van Est (Tricht, Geldermalsen, 17 d'octubre de 1952) va ser un ciclista neerlandès, que competí sempre com amateur. El seu èxit més important fou el Campionat del Món en contrarellotge per equips.

## Palmarès
- 1977
  - 1r a la Volta a Holanda del Nord i vencedor d'una etapa
  - Vencedor d'una etapa de l'Olympia's Tour
- 1978
  -  Campió del món en contrarellotge per equips (amb Bert Oosterbosch, Guus Bierings i Jan van Houwelingen)
  - Vencedor d'una etapa de l'Olympia's Tour